# Daniel Evans (attore)
Daniel Gwyn Evans (Rhondda, 31 luglio 1973) è un attore, regista teatrale, direttore artistico e cantante britannico.

## Biografia
Ha recitato in diverse produzioni della Royal Shakespeare Company, tra cui Coriolano, Enrico V e Sogno di una notte di mezza estate a Broadway nel 1996. Ha recitato anche in numerose produzioni del Royal National Theatre, tra cui Il mercante di Venezia, Troilo e Cressida, Cardiff East, Peter Pan e l'operetta Candide con Simon Russell Beale, per cui è stato candidato al Laurence Olivier Award al miglior attore in un musical nel 2000. Ha recitato anche nelle prime produzioni di due drammi della controversa drammaturga Sarah Kane al Royal Court Theatre: Cleansed (1998) e 4.48 Psychosis (2000).
Dal 2000 ha recitato in diversi musical del compositore statunitense Stephen Sondheim, per cui ha ricevuto diversi riconoscimenti: Merrily We Roll Along (Londra, 2000; Laurence Olivier Award al miglior attore in un musical), Sunday in the Park with George (Londra, 2005-2007; Broadway, 2008; Laurence Olivier Award al miglior attore in un musical e nomination al Tony Award al miglior attore protagonista in un musical, all'Outer Critics Circle Award e al Drama Desk Award), Sweeney Todd: The Demon Barber of Fleet Street (Londra, 2007) e Company (Sheffield, 2011). Dal 2009 al 2015 è stato direttore artistico del Crucible Theatre di Sheffield, dal 2016 al 2022 è stato direttore del Chichester Theatre Festival e dal giugno 2023 è co-direttore della Royal Shakespeare Company insieme a Tamara Harvey.
Daniel Evans è dichiaratamente gay.

## Filmografia parziale

### Cinema
- Il barbiere di Siberia (Сибирский цирюльник),  regia di Nikita Sergeevič Michalkov (1998)
- The Ramen Girl, regia di Robert Allan Ackerman (2008)
- Les Misérables, regia di Tom Hooper (2012)

### Televisione
- Great Expectations - film TV (1999)
- Doctors - serie TV, 1 episodio (2000)
- Spooksville - serie TV, 1 episodio (2004)
- Doctor Who - serie TV, 1 episodio (2005)
- Dalziel and Pascoe - serie TV, 2 episodi (2005)
- The Virgin Queen  - serie TV, 2 episodi (2006)
- L'ispettore Barnaby (Midsomer Murders) - serie TV, episodio 10x05 (2007)
- Holby City - serie TV, 1 episodio (2008)

## Teatro (parziale)

### Attore
- Enrico V di William Shakespeare, regia di Matthew Warchus. Royal Shakespeare Theatre di Stratford-upon-Avon (1993), Barbican Centre di Londra e Theatre Royal di Newcastle (1995)
- Sogno di una notte di mezza estate di William Shakespeare, regia di Adrian Noble. Royal Shakespeare Theatre di Stratford-upon-Avon (1993), Barbican Centre di Londra e Theatre Royal di Newcastle (1995), Kennedy Center di Washington (1996)
- Coriolano di William Shakespeare, regia di David Thacker. Swan Theatre di Stratford-upon-Avon (1994), Barbican Centre di Londra e Theatre Royal di Newcastle (1995)
- Redskin di Bille Brown, regia di Rachel Kavenagh. The Other Place di Statford-upon-Avon (1995)
- Cardiff East, scritto e diretto da Peter Gill. National Theatre di Londra e New Theatre di Cardiff (1997)
- Peter e Wendy di J. M. Barrie, regia di John Caird. National Theatre di Londra (1997)
- Cleansed di Sarah Kane, regia di James Macdonald. Royal Court Theatre di Londra (1998)
- Troilo e Cressida di William Shakespeare, regia di Trevor Nunn. National Theatre di Londra (1999)
- Candide, libretto di Hugh Wheeler, colonna sonora di Stephen Sondheim, regia di John Caird. National Theatre di Londra (1999)
- Il mercante di Venezia di William Shakespeare, regia di Trevor Nunn. National Theatre di Londra (1999)
- Other People di Christopher Shinn, regia di Dominic Cooke. Royal Court Theatre di Londra (2000)
- 4.48 Psychosis di Sarah Kane, regia di James Macdonald. Royal Court Theatre di Londra (2000)
- Merrily We Roll Along, libretto di George Furth, colonna sonora di Stephen Sondheim, regia di Michael Grandage. Donmar Warehouse di Londra (2000)
- Spettri di Henrik Ibsen, regia di Stephen Unwin. Cambridge Arts Theatre di Cambridge (2002)
- Where Do We Live di Christopher Shinn, regia di Richard Wilson. Royal Court Theatre di Londra (2002)
- La tempesta di William Shakespeare, regia di Michael Grandage. Old Vic di Londra (2003)
- Misura per misura di William Shakespeare, regia di Sean Holmes. Royal Shakespeare Theatre di Stratford-upon-Avon (2003)
- Cimbelino di William Shakespeare, regia di Dominic Cooke. Swan Theatre di Stratford-upon-Avon (2003)
- School of Night di Peter Whelan, regia di Tom Daley. The Other Place di Stratford (2003)
- Grand Hotel, regia di Luther Davis, colonna sonora di Maury Yeston, regia di Michael Grandage, regia di Adam Cooper. Donmar Warehouse di Londra (2004)
- Settimo cielo,di Caryl Churchill, regia di Anna Mackmin. Crucible Theatre di Sheffield (2004)
- Sunday in the Park with George, libretto di James Lapine, colonna sonora di Stephen Sondheim, regia di Sam Buntrock. Menier Chocolate Factory e Wyndham's Theatre di Londra (2005), Studio 54 di Broadway (2008)
- Total Eclipse di Christopher Hampton, regia di Paul Miller. Menier Chocolate Factory di Londra (2007)
- Sweeney Todd: The Demon Barber of Fleet Street, libretto di Hugh Wheeler, colonna sonora di Stephen Sondheim, regia di David Freeman. Royal Festival Hall di Londra (2007)
- The Pride di Alexi Kaye Campbell, regia di Richard Wilson. Crucible Theatre di Sheffield (2011)
- Company, libretto di George Furth, colonna sonora di Stephen Sondheim. Crucible Theatre di Sheffield (2011)
- Edoardo II di Christopher Marlowe, regia di Daniel Raggett. Swann Theatre di Stratford-Upon-Avon (2025)
- 4.48 Psychosis di Sarah Kane, regia di James Macdonald. Royal Court Theatre di Londra, The Other Place di Stratford-Upon-Avon (2025)

### Regista
- Un nemico del popolo di Henrik Ibsen. Crucible Theatre di Sheffield (2010)
- Racing Demon di David Hare. Crucible Theatre di Sheffield (2011)
- Otello di William Shakespeare. Crucible Theatre di Sheffield (2011)
- My Fair Lady, libretto di Alan Jay Lerner, colonna sonora di Frederick Loewe. Crucible Theatre di Sheffield (2012)
- Macbeth di William Shakespeare. Crucible Theatre di Sheffield (2012)
- Oliver!, colonna sonora e libretto di Lionel Bart. Crucible Theatre di Sheffield (2013)
- The Full Monty di Simon Beaufo, tournée britannica (2013) e Noel Coward Theatre di Londra (2014)
- The Sheffield Mysteries libretto di Chris Bush, colonna sonora di Richard Taylor. Crucible Theatre di Londra (2014)
- Anything Goes, libretto di Guy Bolton, P. G. Wodehouse, Howard Lindsay e Russel Crouse, colonna sonora di Cole Porter. Crucible Theatre di Sheffield (2014) e tour UK (2015)
- The Effect di Lucy Prebble. Crucible Theatre di Sheffield (2015)
- Flowers for Mrs Harris, libretto di Rachel Wagstaff, colonna sonora di Richard Taylor. Crucible Theatre di Sheffield (2016), Chichester Theatre Festival di Chichester (2018)
- Show Boat, libretto di Oscar Hammerstein II, colonna sonora di Jerome Kern. Crucible Theatre di Sheffield (2015) e New London Theatre di Londra (2016)
- Forty Years On di Alan Bennett. Chichester Theatre Festival (2017)
- Fiddler on the Roof, libretto di Joseph Stein e Sheldon Harnick, colonna sonora di Jerry Bock. Chichester Theatre Festival (2017)
- Quiz di James Graham. Chichester Theatre Festival di Chichester (2017), Noël Coward Theatre di Londra (2018)
- Me and My Girl, libretto di L. Arthur Rose, Douglas Furber e Stephen Fry, colonna sonora di Noel Gay. Chichester Theatre Festival di Chichester (2018)
- This Is My Family, colonna sonora e libretto di Tim Furth. Chichester Theatre Festival di Chichester (2019)
- The Light in the Piazza, libretto di Craig Lucas, colonna sonora di Adam Guettel. Royal Festival Hall di Londra, Opera di Chicago, Los Angeles Opera di Los Angeles (2019)
- South Pacific, libretto di Joshua Logan e Oscar Hammerstein II, colonna sonora di Richard Rodgers. Chichester Theatre Festival di Chichester (2021), Teatro Sadler's Wells di Londra e tour britannico (2022)
- Our Generation di Alecky Blythe. National Theatre di Londra (2022)
- Black Superhero di Danny Lee Wynter. Royal Court Theatre di Londra (2023)
- Born with Teeth di Liz Duffy Adams. Wyndham's Theatre di Londra (2025)

## Doppiatori italiani
- Christian Iansante in The Ramen Girl
- Mauro Gravina in Doctor Who